# Juan Ortiz de Zárate (Konquistador)
Juan Ortiz de Zárate (* um 1515 in Orduña, Baskenland; † 26. Januar 1576 in Asunción, Paraguay) war ein spanischer Konquistador und Kolonisator. Nachfolger des Gouverneurs Francisco Ortiz de Vergara mit Sitz in Asuncion, Paraguay und im Jahr 1567 zum dritten Adelantado ad-interim durch den Vizekönig von Peru, Don Lope Garcia de Castro ernannt.

## Herkunft der Familie und Jugendjahre
Sein Vater, Lope Ortiz de Mendieta y Sáenz de Angulo war ein angesehener Hauptmann und unter anderem Ritter des Ordens zum goldenen Sand. Seine Mutter war Juana de Zárate. Juan hatte mindestens 3 ältere Geschwister: die erstgeborene Lope de Mendieta, gefolgt von Pedro Ortiz de Zárate y Mendieta (den späteren Oidor-Richter, der ersten Audiencia in Lima, Peru) sowie Lucía de Mendieta y Zárate (die spätere Mutter des nachmaligen zweiten Gründers von Buenos Aires, Juan de Garay) sowie zwei weitere, jüngere Brüder.

## Reise und erste kriegerische Taten in Peru
Ortiz kam in sehr jungen Jahren nach Südamerika und nahm an der Conquista Perus 1534 durch Francisco Pizarro und Diego de Almagro teil. Als 14-Jähriger war er bei der Gründung Limas anwesend. Im April 1538 kämpfte er in der Schlacht von Las Salinas auf der Seite Almagros. Nach dessen Festnahme und Exekution am 26. April 1538 schloss er sich dessen gleichnamigen Sohn Diego de Almagro „el Mozo“ gegen Francisco Pizarro an. Als dieser 1542 geschlagen und hingerichtet wurde, flüchtete er nach Charcas (Sucre).

## Encomendero in Tortora, Bolivien
Ab 1548 erwarb Juan Ortiz de Zárate in der Region von Cochabamba eine sehr ertragreiche Encomienda. So war er einer der ersten Spanier, der begann die äußerst ergiebigen Silberminen von Potosí durch lokale Sklaven auszubeuten und dadurch zu sagenhaftem Reichtum gelangte. Sein Einfluss reichte von Charcas und Potosí bis nach Lima, Cochabamba, Arequipa und Tarija. Aber auch in Spanien selbst nutzte er die familiären Bande und Beziehungen, die bis in die Casa de Contratación in Sevilla reichten.

## Ernennung zum Gouverneur der Kolonie Río de la Plata mit Sitz in Asunción
1567 nominierte der Interimsgouverneur des Vizekönigreichs Peru Lope García de Castro Juan Ortiz de Zarate als Gouverneur der Kolonie am Río de la Plata. Auf Grund der begeisterten Berichte von Ñuflo de Chávez über die neu erworbenen Gebiete um die heutige Stadt Santa Cruz de la Sierra verließ der damalige Gouverneur ad-interim Ortiz de Vergara in einem beispiellosen Exodus mit den meisten der in Asunción angesiedelten Spaniern die Stadt am 19. Oktober 1564. Zum Stellvertreter in Asunción ernannte Ortiz de Vergara Juan de Ortega. Er hielt dieses Amt von 1556 bis am 12. November 1568 inne, als Juan de Ortiz de Zárate nach Spanien aufbrach, um die formelle Ernennung durch König Philipp II. als Gouverneur zu erhalten. Zu seinem Stellvertreter in Asunción ernannte Juan Ortiz de Zárate Felipe de Cáceres, der sich aber zu diesem Zeitpunkt im Chaco Boral befand und sich Kämpfe mit den Indigenen der Stämme Payaguas, Itatines und Guacharapos lieferte. So führte Ortiz de Vergara die Kolonie Río del la Plata bis nach der Rückkehr von Juan Ortiz de Zarate im Jahr 1569 weiter. Er wurde aber nach kurzer turbulenter Amtszeit von Martín Suárez de Toledo ersetzt. Er kehrte nach Spanien zurück, wo er 1572 von König Philipp den Auftrag erhielt, 500 spanische Familien und eine Gruppe Franziskaner – darunter Alonso de San Buenaventura und Luis de Bolaños – nach Südamerika zu führen.  Am 26. November 1573 erreichte er mit seiner Flotte die Insel San Gabriel (Uruguay) wo er ein kleines Fort errichtete. Zu Beginn war das Verhältnis zur lokalen Bevölkerung der Charruas gut. Das änderte sich bald und gipfelte in die Schlacht um San Gabriel, in der die Indigenen obsiegten und die Spanier mit dem Tod von 100 Soldaten die Insel aufgeben mussten. Im selben Jahr trafen die meist armen überlebenden Passagiere in einem beklagenswerten Zustand am Río Paraná in der Gegend der heutigen Stadt Zárate ein. 1574 wurde die Stadt Zaratina de San Salvador offiziell gegründet.  Unter den Kolonisatoren befand sich Martín del Barco Centenera. Er verherrlichte das Land mit einem ohne großes Talent verfassten Gedicht, dem er den Titel „Argentina“ gab. 1575 ging er nach Asunción, wo sein Neffe Juan de Garay ein politisches Amt innehatte, um seinen Posten als Gouverneur wieder zu übernehmen. Den Schwierigkeiten nicht gewachsen starb Juan Ortiz de Zárate am 26. Januar 1576. Er hatte eine Tochter aus der Ehe mit der Inkafürstin Leonor Yupanquí und bestimmte auf Grund seiner vom spanischen Hof verliehenen Vollmachten den künftigen Mann derselben zum Erben seiner Rechte.  Nach seinem Tod wurde de Garay, sein Neffe, sein Nachfolger als Gouverneur.